# 別爾季河

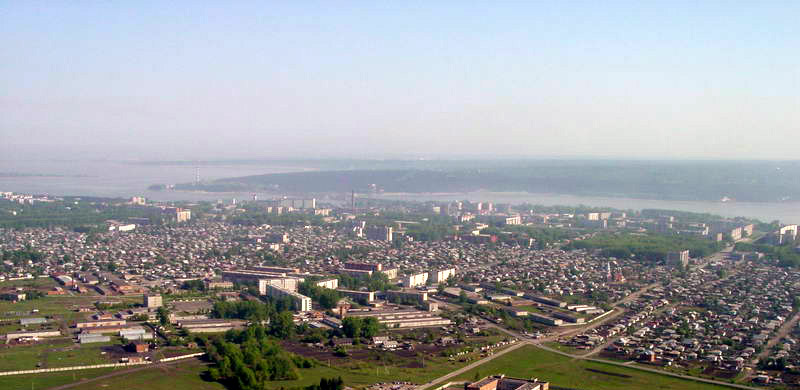
別爾季河

別爾季河是俄羅斯的一条河流，位於阿爾泰邊疆區和新西伯利亞州，西西伯利亚平原上，屬於鄂畢河的右支流，河道全長363公里，流域面積8,740平方公里，在每年11月上旬開始結冰，直至翌年4月中旬，河畔城鎮有別爾茨克和伊斯基季姆。

## 流程
別爾季河发源于科麦罗沃州的萨莱尔山440米高处。发源后它立即流入阿尔泰边疆区。它主要流经新西伯利亚州。它的河谷很宽，因此它在里面形成许多曲流。它的总流向是向西和西北。最后它在別爾茨克注入鄂毕河。鄂毕河在这里被阻形成了水位113米的新西伯利亞水庫。別爾季河在这里被阻形成的水域长40千米，宽至3千米。在新西伯利亚水库被建造前別爾季河的总长度为416千米。

## 水文
別爾季河的流域面积8740平方公里。在离源头40千米处它的流量为每秒45.8立方米，在即将注入新西伯利亚水库处的宽度为75米，深1.7米，流速每秒0.5米。
每年11月至4月中別爾季河封冻。

## 经济和基础设施
別爾季河不能行船，过去上面曾经有木筏。
別爾季河上有一座小水库，这个水库的建造是1934年已经决定的，从1947年到1951年建造的，水库带有以水电站，其功率为600千瓦特。当地的电网与俄罗斯的全国电网联接到一起后水电站被拆除，水坝还留着。
別爾茨克和伊斯基季姆两座工业城位于別爾季河畔，在这里有新西伯利亚通往巴尔瑙尔的铁路线以及从新西伯利亚通往蒙古国边境的M52公路跨越別爾季河的桥梁。

## 外部連結
- "Variety of the underwater and maritime vegetation for Berd river", "Some ecological problems of the Berd river and their solution approach", P.M.Kipriyanova （俄文）

54°47′00″N 83°04′10″E / 54.78333°N 83.06944°E